# Samsung Galaxy S
Samsung Galaxy S Samsungov je pametni telefon s operacijskim sustavom Android predstavljen u ožujku 2010. godine. Prvi je uređaj u Samsungovoj Galaxy S seriji pametnih telefona s Androidom. Do siječnja 2011. prodao se u 10 milijuna primjeraka. Naslijedio ga je Samsung Galaxy S II te je Samsung u listopadu 2011. objavio kako je prodao 30 milijuna Galaxy S i S II mobitela širom svijeta.

## Početak prodaje
Mobitel je pušten u prodaju 4. lipnja 2010. Prije kraja prvog vikenda prodaje Samsung je javio da SingTel, ekskluzivni dobavljač uređaja za Singapur, nema više uređaja. U petak, 25. lipnja 2010. prodaja je počela u Maleziji i Južnoj Koreji. Mobitel je pušten u prodaju u 100 zemalja odjednom. Varijante uređaja puštane su u prodaju od lipnja do rujna 2010.

## Hardver
- Procesor: 1 GHz Cortex-A8
- Memorija:
  - 2-16 GB unutarnje flash memorije
  - 512 MB RAM
- Zaslon: 4.0" (10 cm) 480x800 pikselni Super AMOLED kapacitivni touch-screen zaslon
- Operacijski sustav: Android 2.3.6 (Gingerbread), Custom ROM-ovima nadogradiv na Android ICS (4.0.x) i Jelly Bean (4.1.x/4.2)
- Kamere: 5-megapikselna stražnja (na nekim modelima prednja 0.3-megapikselna VGA kamera)
- podrška za Wi-Fi[5]

Osnovni model GT-I9000 brzo su naslijedile posebne varijante.
Samsung Galaxy S ima PowerVR SGX540 grafički procesor i Samsung S5PC110 "Hummingbird" CPU, najbrži procesor u smartphoneu u vrijeme objave. Taj procesor naknadno je preimenovan u Samsung Exynos 3110. Također, s debljinom od 9.9 mm, bio je najtanji pametni telefon. 

## Softver

### Sučelje
Samsung Galaxy S, uz Android OS, koristi Samsungov vlastiti TouchWiz 3.0 GUI. Za razliku od Android sučelja, TouchWiz 3.0 dopušta premještanje i brisanje početnih zaslona kojih može postojati do 7. TouchWiz dopušta i mijenjanje izgleda ikona u izborniku.
Epic 4G varijanta Galaxyja S koristi posebnu inačicu TouchWiza temeljenu na TouchWizu 3.0. Epic 4G sadrži i fizičku QWERTY tipkovnicu zbog koje je TouchWiz sučelje moralo imati mogućnost okretanja zaslona u horizontalan način rada. Ostali Samsungovi uređaji s TouchWizom 3.0 ovu mogućnost ne podržavaju.

### Ažuriranja

#### Android 2.2
Predinstalirana inačica Androida na Galaxyju S bila je 2.1 Eclair. U studenom 2010. Android 2.2 Froyo ažuriranje postalo je dostupno za Galaxy S.

#### Android 2.3
Android 2.3 Gingerbread ažuriranje postalo je dostupno od travnja 2011. To je ujedno i posljednje ažuriranje za Galaxy S.

#### Android 4.0 i noviji
Nikad nije izdana službena nadogradnja na Android 4.0 Ice Cream Sandwich. Samsung je to opravdavao činjenicom da Galaxy S nije imao dosta RAM-a za pokretanje TouchWiza i Androida zajedno. Dostupne su neslužbene inačice Androida 4.0, 4.1, 4.2, 4.3 i 4.4 za Galaxy S.